# Testeur de continuité

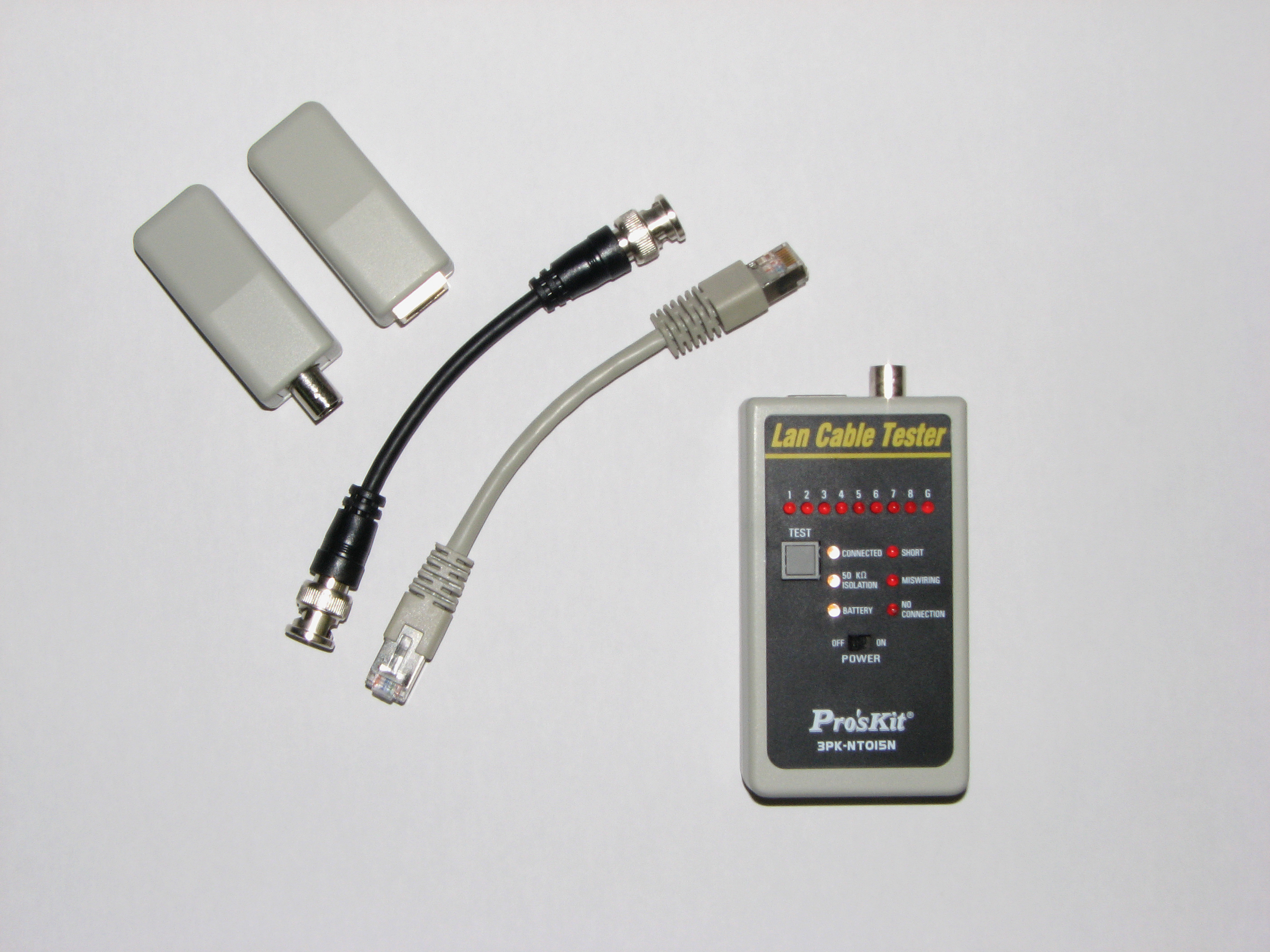
Les testeurs de câbles d'entrée de gamme sont essentiellement des testeurs de continuité.

Un testeur de continuité est un appareil de mesure électrique qui indique s'il y a continuité électrique entre deux points d'un circuit. Il donne une indication binaire de l'existence ou non de continuité, sous forme lumineuse ou sonore.
Le testeur de continuité peut aisément être remplacé par un ohmmètre : en l'absence de continuité électrique, la résistance tend vers l'infini ; dans le cas contraire elle tend vers zéro. Cependant, l'utilisation d'un ohmmètre nécessite une lecture plus attentive que celle d'un testeur de continuité (continuum de valeurs affichées plutôt qu'indication binaire).
Un testeur de continuité est très facile à faire, on peut en construire un avec :
- une ampoule ;
- une planchette de bois ;
- des pinces crocodiles ;
- un dé de raccordement ;
- des fils.